# 韦镇
韦镇（法語：Vay，法語發音：[vɛ] ⓘ）是法国大西洋卢瓦尔省的一个市镇。

## 地理
韦镇（47°33'17"N, 1°42'4"W）面积36.13 平方千米，位于法国卢瓦尔河地区大区大西洋卢瓦尔省，该省份为法国西北部沿海省份，位于布列塔尼半岛东南部，北起伊勒-维莱讷省，西北接莫尔比昂省，西临大西洋，南至旺代省，东临曼恩-卢瓦尔省。
与韦镇接壤的市镇（或旧市镇、城区）包括：栋河畔马尔萨克、布兰、勒加夫尔、诺宰、拉格里戈奈。

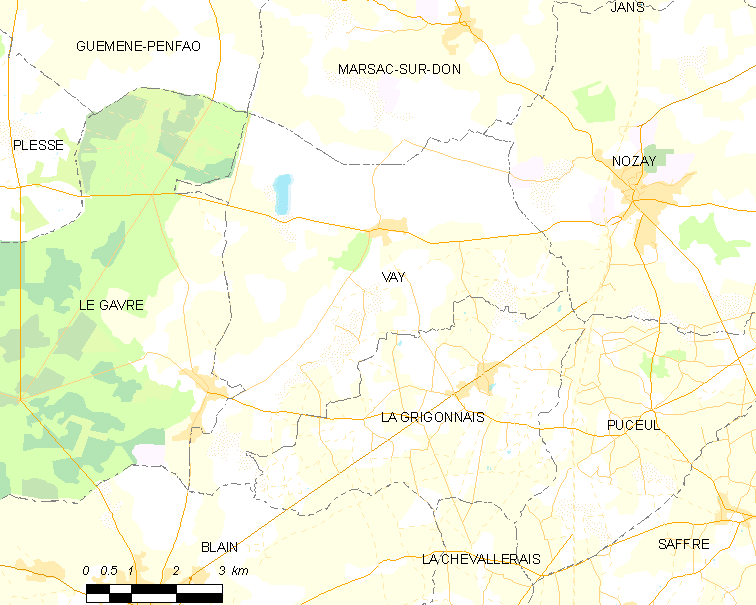
韦镇的OSM定位图

韦镇的时区为UTC+01:00、UTC+02:00（夏令时）。

## 行政
韦镇的邮政编码为44170，INSEE市镇编码为44214。

## 政治
韦镇所属的省级选区为盖姆内庞福县。

## 人口

1962-2008年间韦镇人口变化图示

韦镇于2022年1月1日时的人口数量为2084人。